# Acanthoecidae
Acanthoecidae es una familia perteneciente al orden Acanthoecida. Actualmente son conocidos 29 géneros.

## Géneros
Acanthocorbis - Acanthoeca - Amoenoscopa - Apheloecion -Bicosta - Calliacantha - Calotheca - Campyloacantha -Conion - Cosmoeca - Crinolina - Crucispina -Diaphanoeca Diplotheca - Kakoeca - Monocosta - Nannoeca -Parvicorbicula - Platypleura (Acanthoecidae) - Pleurasiga -Polyfibula - Polyoeca - Saepicula - Saroeca - Savillea -Spiraloecion - Stephanacantha - Stephanoeca - Syndetophyllum